# Desmodium rosei
Desmodium rosei är en ärtväxtart som beskrevs av Bernice Giduz Schubert. Desmodium rosei ingår i släktet Desmodium och familjen ärtväxter. Inga underarter finns listade i Catalogue of Life.